# کامیکو

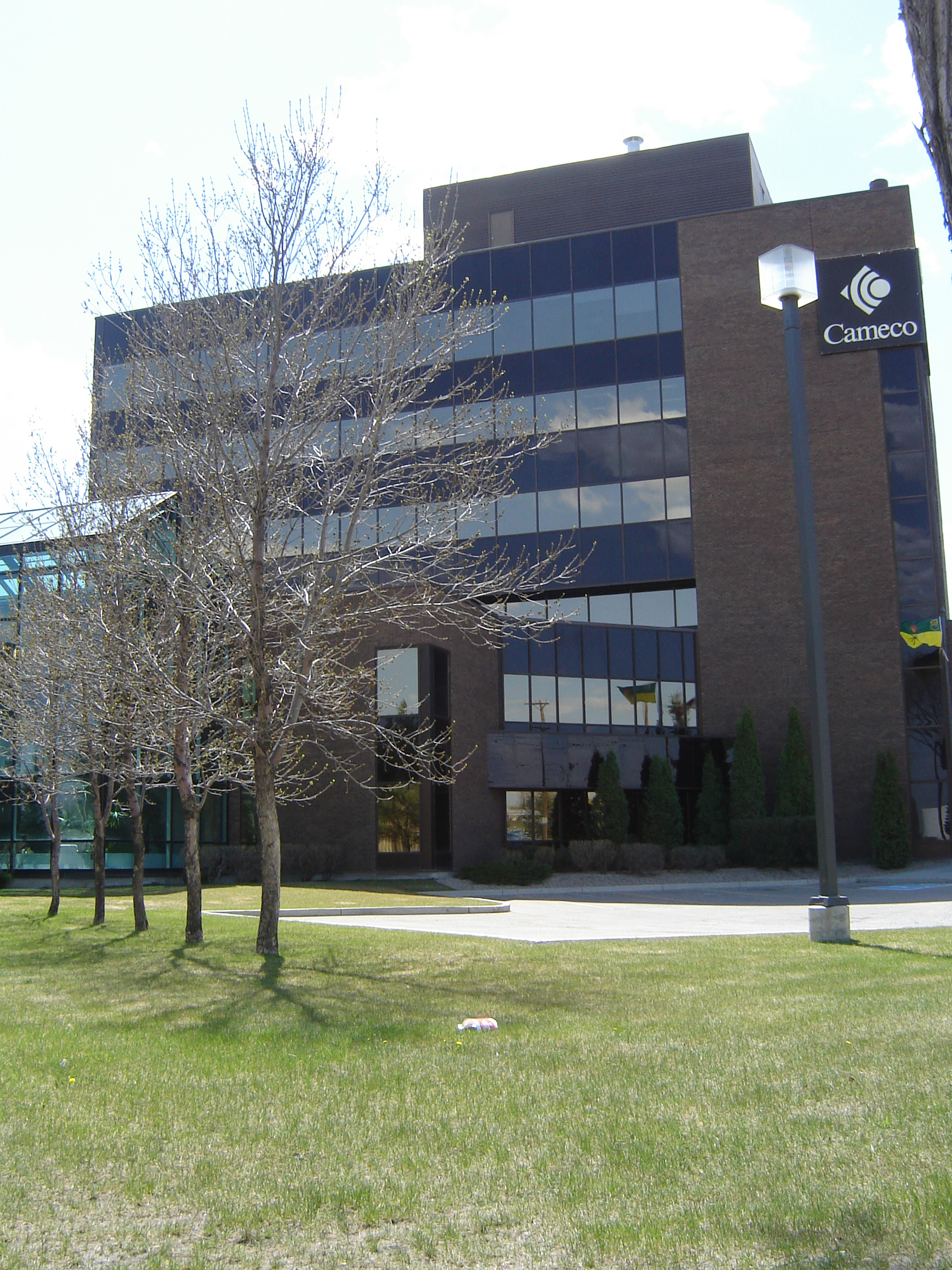
ساختمان مرکزی شرکت کامیکو در ساسکاتون

کامیکو (به انگلیسی: Cameco) شرکت انرژی و استخراج معدن کانادایی است، که با در اختیار داشتن ۱۶ درصد از بازار فروش اورانیم، به‌عنوان سومین تولید کننده بزرگ اورانیم در جهان محسوب می‌شود. 
شرکت کامیکو در سال ۱۹۸۸ از ادغام دو شرکت معدن الدورادو و شرکت توسعه معادن ساسکاچوان تأسیس شد و در حال حاضر یکی از بزرگترین شرکت‌ها در حوزه انرژی اتمی در جهان می‌باشد. این شرکت در زمینه تولید برق و استخراج اورانیم فعالیت می‌کند.
دفتر مرکزی شرکت کامیکو در شهر ساسکاتون، ساسکاچوان قرار دارد و بخشی از سهام آن در بازارهای بورس تورنتو و بورس نیویورک معامله می‌شود.